# آنتونوف ای‌ان-۳۰
آنتونوف ای‌ان-۳۰ (به انگلیسی: Antonov An-30) یک هواپیمای ساختِ کارخانهٔ آنتونوف در کشور اتحاد جماهیر سوسیالیستی شوروی است که در سال ۱۹۷۱ ساخته شد. نخستین استفاده‌کنندهٔ این هواپیما نیروی هوایی اوکراین بوده‌است. این هواپیما در ۲۱ اوت ۱۹۶۷ میلادی نخستین پرواز خود را انجام داد.